# Jassina Blom
Jassina Blom (3 september 1994) is een Belgische profvoetbalster die speelt als aanvaller voor Sevilla FC in de Spaanse Liga F en voor het Belgisch nationaal vrouwenelftal, de Red Flames. Ze staat bekend om haar fysieke kracht, scorend vermogen en veelzijdigheid in de aanval. Blom heeft een rijke clubcarrière opgebouwd in zowel België, Nederland als Spanje en vertegenwoordigt sinds 2014 haar land op internationaal niveau.

## Carrière
Blom begon haar professionele voetbalcarrière in het seizoen 2013/2014 bij KAA Gent Ladies. In het seizoen 2014/2015 speelde ze vervolgens voor Club Brugge. Het seizoen 2015/2016 bracht ze door bij het Belgische Eva's Tienen.
In 2017 maakte ze de overstap naar de Nederlandse Eredivisie, waar ze ging spelen voor sc Heerenveen. Later dat jaar verruilde ze Heerenveen voor FC Twente, waar haar contract na een jaar werd verlengd.  In haar tweede seizoen maakte ze de beslissende goal die Twente direct de landstitel opleverde. Na twee seizoenen in Enschede keerde ze terug bij haar oude club KAA Gent Ladies. Aan het eind van het seizoen stapte ze over naar PEC Zwolle. Ze ondertekende een contract voor twee seizoenen. 
Na één seizoen in Zwolle werd ze verkocht aan het Spaanse UD Granadilla Tenerife dat uitkomt in de hoogste Spaanse voetbalcompetitie, toen nog bekend als Primera División Femenina, later hernoemd tot Liga F. Met deze transfer schreef ze op twee manieren geschiedenis: ze werd de eerste Belgische voetbalster ooit die uitkwam in de Spaanse Primera División en tegelijkertijd de eerste speelster waarvoor PEC Zwolle een transfersom ontving. 
Na twee seizoenen op Tenerife verlengde Blom haar contract met nog eens twee jaar. In 2025 kwam er een einde aan haar periode van vier seizoenen bij de club.

## Carrièrestatistieken
| Seizoen                    | Club                   | Land            | Competitie                | Competitie | Competitie | Beker | Beker | Internationaal | Internationaal | Overig | Overig | Totaal | Totaal |
| Seizoen                    | Club                   | Land            | Competitie                | Wed.       | Dlp.       | Wed.  | Dlp.  | Wed.           | Dlp.           | Wed.   | Dlp.   | Wed.   | Dlp.   |
| -------------------------- | ---------------------- | --------------- | ------------------------- | ---------- | ---------- | ----- | ----- | -------------- | -------------- | ------ | ------ | ------ | ------ |
| 2013/14                    | KAA Gent Ladies        | België          | Women's BeNe League       | 27         | 7          | –     | –     | 0              | 0              | 0      | 0      | –      | –      |
| 2014/15                    | Club Brugge            | België          | Women's BeNe League       | 22         | 0          | –     | –     | 0              | 0              | 0      | 0      | –      | –      |
| 2015/16                    | Eva's Tienen           | België          | Super League              | –          | –          | –     | –     | 0              | 0              | 0      | 0      | –      | –      |
| 2016/17                    | sc Heerenveen          | Nederland       | Eredivisie                | 26         | 10         | –     | –     | 0              | 0              | 0      | 0      | –      | –      |
| 2017/18                    | FC Twente              | Nederland       | Eredivisie                | 21         | 4          | –     | –     | 0              | 0              | 0      | 0      | –      | –      |
| 2018/19                    | FC Twente              | Nederland       | Eredivisie                | 21         | 4          | –     | –     | 0              | 0              | 0      | 0      | –      | –      |
| 2019/20                    | KAA Gent Ladies        | België          | Super League              | –          | –          | –     | –     | 0              | 0              | 0      | 0      | –      | –      |
| 2020/21                    | PEC Zwolle             | Nederland       | Eredivisie                | 19         | 4          | 1     | 0     | –              | –              | 4      | 4      | 24     | 8      |
| 2021/22                    | UD Granadilla Tenerife | Spanje          | Primera División Femenina | 0          | 0          | 0     | 0     | –              | –              | 0      | 0      | 0      | 0      |
| Carrière totaal            | Carrière totaal        | Carrière totaal | Carrière totaal           | –          | –          | –     | –     | 0              | 0              | 4      | 4      | –      | –      |
| Bijgewerkt tot 30 mei 2021 |                        |                 |                           |            |            |       |       |                |                |        |        |        |        |

## Interlands
Blom komt sinds 2009 uit voor de vertegenwoordigende elftallen van de Belgische voetbalbond. Voor de O15 speelde ze in 2009 haar eerste interland. Eind dat jaar en begin 2010 speelde ze twee interlands voor O17. In 2013 kwamen er daar drie bij voor België O19.

### België
Op 22 november 2014 debuteerde Blom bij België in een vriendschappelijke wedstrijd tegen Polen (4–1).
| Interlands van Jassina Blom voor België | Interlands van Jassina Blom voor België | Interlands van Jassina Blom voor België | Interlands van Jassina Blom voor België | Interlands van Jassina Blom voor België | Interlands van Jassina Blom voor België |
| №                                       | Datum                                   | Wedstrijd                               | Uitslag                                 | Soort Wedstrijd                         | Doelpunten                              |
| Als speelster bij Club Brugge           | Als speelster bij Club Brugge           | Als speelster bij Club Brugge           | Als speelster bij Club Brugge           | Als speelster bij Club Brugge           | Als speelster bij Club Brugge           |
| --------------------------------------- | --------------------------------------- | --------------------------------------- | --------------------------------------- | --------------------------------------- | --------------------------------------- |
| 1.                                      | 22 november 2014                        | Polen – België                          | 1 – 4                                   | Vriendschappelijk                       | 0                                       |
| Als speelster bij sc Heerenveen         |                                         |                                         |                                         |                                         |                                         |
| 2.                                      | 19 januari 2017                         | Frankrijk – België                      | 1 – 2                                   | Vriendschappelijk                       | 0                                       |
| 3.                                      | 1 maart 2017                            | België – Zwitserland                    | 2 – 2                                   | Vriendschappelijk                       | 0                                       |
| 4.                                      | 3 maart 2017                            | Italië – België                         | 1 – 4                                   | Vriendschappelijk                       | 0                                       |
| 5.                                      | 6 maart 2017                            | Noord-Korea – België                    | 4 – 1                                   | Vriendschappelijk                       | 0                                       |
| 6.                                      | 8 april 2017                            | België – Spanje                         | 1 – 4                                   | Vriendschappelijk                       | 0                                       |
| 7.                                      | 11 april 2017                           | België – Schotland                      | 5 – 0                                   | Vriendschappelijk                       | 2                                       |
| Als speelster bij FC Twente             |                                         |                                         |                                         |                                         |                                         |
| 8.                                      | 2 maart 2018                            | Spanje – België                         | 0 – 0                                   | Vriendschappelijk                       | 0                                       |
| 9.                                      | 7 maart 2018                            | Zuid-Afrika – België                    | 1 – 2                                   | Vriendschappelijk                       | 0                                       |
| 10.                                     | 24 mei 2019                             | Griekenland – België                    | 1 – 2                                   | Vriendschappelijk                       | 0                                       |

## Erelijst
FC Twente
| Nationaal     |    |         |
| Landskampioen | 1x | 2018/19 |